# Klein Schönhagen
Klein Schönhagen ist ein bewohnter Gemeindeteil der Gemeinde Gumtow im Landkreis Prignitz in Brandenburg.

## Geografie
Der Ort liegt drei Kilometer westnordwestlich von Gumtow. Die Nachbarorte sind Zarenthin im Norden, Zarenthin Ausbau, Bärensprung und Heinzhof im Nordosten, Gumtow und Granzow im Südosten, Spielhagen im Süden, Schönhagen im Südwesten, Döllen im Westen sowie Luisenhof im Nordwesten.